# Nova prisutnost
Nova prisutnost, hrvatski katolički teološki časopis. Časopis je za intelektualna i duhovna pitanja. Pokriva područja sociologije, filozofije i teologije.

## Povijest
Izlazi kao časopis za obnovljenu liturgiju. Izlazio je polugodišnje a poslije triput godišnje. Uređivali su ga Ivan Supičić, Stipe Tadić, Josip Balabanić i Katica Knezović. Doi je 10.31192/np. Sjedište je u Zagrebu. Izdavač KRAK (Kršćanski akademski krug) želi biti "nov, vidljiv i znakovit izraz zajedništva, povezanosti i suradnje u nastojanju na oblikovanju i produbljivanju duhovnog, intelektualnog i društvenog života te izgradnje odnosa na samokritičkom preispitivanju savjesti, pročišćenju spomena, ponašanja i odnosa među samim kršćanima, kao i njihovih odnosa sa zajednicama i ljudima svjetonazora koji poštuju temeljne ljudske vrijednosti." Recenzija je pretežito tuzemna, dvostruka, samo znanstveni radovi, dvostruko slijepa. Recenzenti su većinom vanjski.

## Vanjske poveznice
- Kršćanska sadašnjost Nova prisutnost